# Hesperis laciniata
Hesperis laciniata là một loài thực vật có hoa trong họ Cải. Loài này được All. mô tả khoa học đầu tiên năm 1785.